# Elektrisk ledning
 For alternative betydninger, se Ledning.
En elektrisk ledning er den praktiske udformning af en elektrisk leder, evt. omgivet af en elektrisk isolator (isoleret ledning); en beskyttende "kappe" af et materiale (oftest plast) med udpræget stor elektrisk resistivitet: Denne isolation gør at man kan røre ved ledningen uden risiko for elektrisk stød, og beskytter lederen mod slitage, luftens kemiske påvirkning m.v.
Der findes isolerede metalledninger med et tyndt laklag, som kaldes lakisoleret metaltråd.
En elektrisk ledning uden omgivende isolation kaldes en uisoleret ledning.
Selve lederen kan være udformet som enten én enkelt massiv tråd af kobber eller et andet materiale med tilpas lav resistivitet (og deraf lav elektrisk modstand), f.eks. aluminium, eller bestå af et større antal tyndere tråde, kaldet korer. Disse korer ligger direkte op imod hinanden, og er således i indbyrdes elektrisk kontakt – set "udefra" udgør de således stadigvæk én samlet leder.
Strengt taget består en ledning af én og kun én leder. De "ledninger" der forbinder lamper og andre elektriske indretninger med en stikkontakt, omtales formelt som elektriske kabler, eftersom de består af to eller flere ledere, adskilt af isolerende materiale.